# Мозжинка
Мо́зжинка (Мезжинка, рос. Мозжинка, Мезжинка) — річка в Малопургинському районі та Сарапульському районах Удмуртії, Росія, ліва притока Сарапулки.
Річка починається на південний схід від присілка Байкузіно Зав'яловського району на кордоні районів. Протікає на південь та південний схід. В нижній течії береги заліснені. Впадає до Сарапулки в селі Уральський. У верхній течії, між населеними пунктами Бураново та Пуро-Можга, збудований став.
Приймає декілька дрібних приток:
- права — Пурошур (має ліві притоки Коньгашур, Кудашур, права Ляпошур)
- ліві — струмок Водський, Козловка

На річці розташовані населені пункти:
- Малопургинський район — село Бураново, присілок Пуро-Можга;
- Сарапульський район — присілок Єлькіно.

В селі Бураново та присілку Єлькіно збудовані автомобільні мости.